# 慢性消耗病

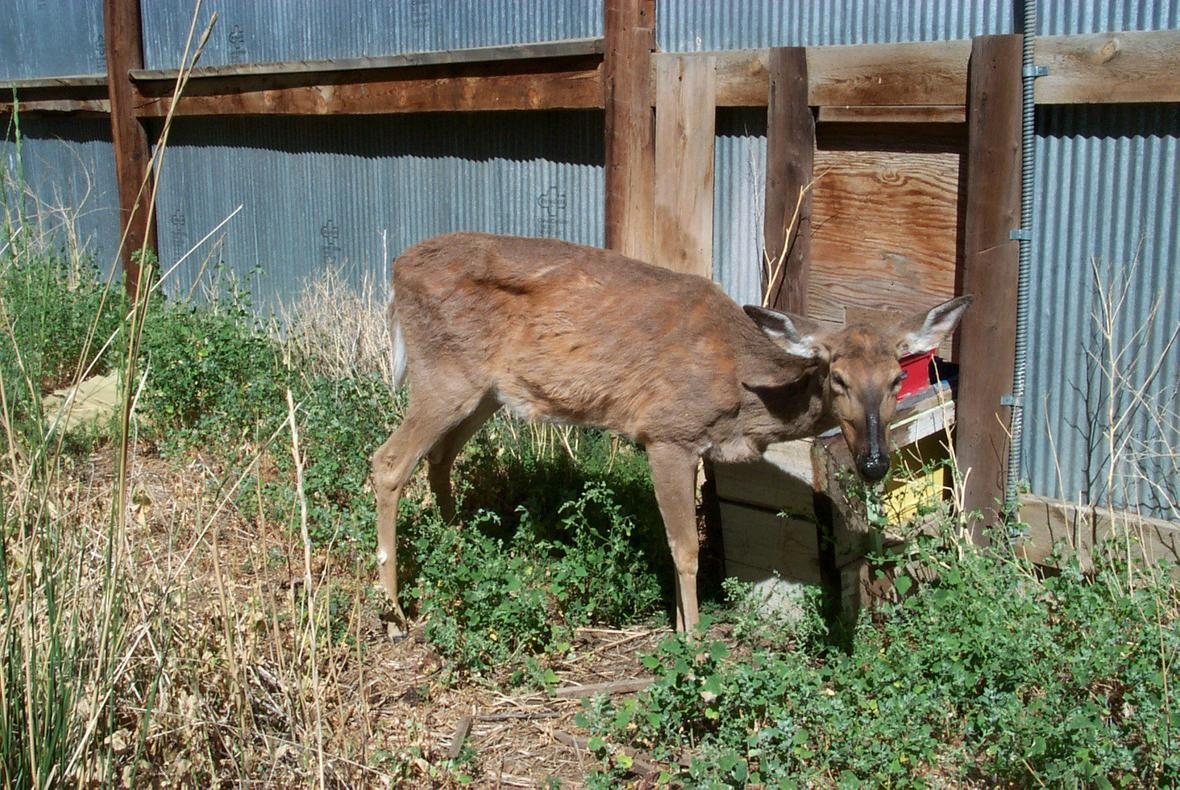
患有慢性消耗性疾病的鹿

慢性消耗性疾病（英語：Chronic wasting disease，縮寫：CWD），又稱鹿慢性消耗病、狂鹿症，一種發生在鹿科動物的傳染病。是傳染性海綿狀腦病的一種，由變性朊毒體（prion）引起，會造成中樞神經系統逐漸退化，最終導致腦部組織空洞化。
它最明顯的特徵是造成鹿的體形逐漸變瘦，直到死亡。至目前為止，有些報導認為它可能傳染到人類身上，但是美国疾病控制与预防中心（CDC）仍未有正式結論。
目前為止，這種疾病僅見於北美洲的鹿科動物，黑尾鹿（Mule deer）、白尾鹿（White-tailed deer）及落磯山麋鹿（Rocky Mountain elk）與駝鹿等。1967年，在美國科羅拉多州一項針對北美黑尾鹿的野外研究中，它首次被報導。1978年，證實它是一種傳染性海綿狀腦病，並且已經散播到北美十個州以及加拿大。2019年2月，《今日俄羅斯》發出新聞稿，指這個病其實已擴散至半個北美洲。

## 外部連結
- 美國的狂鹿病已被我國列為丙類傳染病 （页面存档备份，存于）